# Vincenzo Verdecchi
Vincenzo Verdecchi (Roma, 18 maggio 1948 – Roma, 17 giugno 2015) è stato un regista, sceneggiatore, montatore e produttore cinematografico italiano.

## Carriera
Studia architettura tra il 1968 e il 1977; inizia a lavorare per il cinema curando il montaggio di Il sospetto diretto da Citto Maselli e distribuito nel 1975. Successivamente è assistente alla regia e montatore per il film Don Milani su Lorenzo Milani diretto da Ivan Angeli e distribuito nel 1976. Fa altre esperienze come montatore per un film di Paolo Spinola e per una miniserie televisiva diretta da Maselli.
Inizia a dirigere trasmissioni televisive come Delta.
Il suo esordio come regista, Con i piedi per aria con Andrea Prodan e Roberta Lena, è presentato nel 1990 al Festival di Sorrento e al Festival di Annecy.
Nel 1993 il suo secondo film, Supplì con Mauro Serio viene presentato alla Settimana della critica della Mostra internazionale d'arte cinematografica di Venezia.
Ha anche diretto soap opera come Ricominciare con Michele D'Anca e Domenico Fortunato.
Nel 2005 viene distribuito il suo film Ora e per sempre, con Gioele Dix e Kasia Smutniak, interamente girato in Piemonte (dividendosi tra lo Stadio Filadelfia di Torino e lo Stadio Giuseppe Moccagatta di Alessandria) che rievoca il Grande Torino, sterminato nel 1949 nella Tragedia di Superga.
Scrive e dirige la miniserie televisiva "A voce alta", interpretata da Ugo Dighero e Lorenza Indovina trasmessa da RAIUno nel 2006.
Dirige successivamente la seconda unità della miniserie televisiva Questa è la mia terra - Vent'anni dopo, trasmessa da Canale 5 nel 2008.
Tra i suoi progetti c'era una miniserie televisiva tratta dal romanzo di Raffaele Nigro I fuochi del Basento.
Con il fratello Alessandro ha gestito alcune società di produzione e distribuzione, riunite sotto la Verdecchi Film.
Muore improvvisamente all'età di 67 anni il 17 giugno 2015.

## Filmografia parziale

### Regia
- La domenica di Carmelo (1976)
- Con i piedi per aria (1989)
- La notte del solstizio d'estate (1990)
- Supplì (1993)
- Ora e per sempre (2005)

### Serie televisive
- In nome della famiglia, serie televisiva (1997)
- Mio padre è innocente, miniserie televisiva (1997)
- La forza dell'amore, miniserie televisiva (1998)
- Ricominciare, soap opera (2000-2001)
- Orgoglio 3, serie televisiva (2006)
- A voce alta, miniserie televisiva (2006)
- Questa è la mia terra - Vent'anni dopo, miniserie televisiva (2008), regia seconda unità
- Un medico in famiglia 7, serie televisiva (2011)
- Le tre rose di Eva, serie televisiva (2012-2015)

### Sceneggiatura
- La domenica di Carmelo (1976)
- Con i piedi per aria (1989)
- Supplì (1993)
- A voce alta, miniserie televisiva (2006)